# Slasher
Lo slasher (dall'inglese to slash, "ferire profondamente con un'arma affilata") è un sottogenere di film horror in cui l'antagonista principale è un maniaco omicida (spesso mascherato) che dà la caccia a un gruppo di persone (spesso giovani) in uno spazio più o meno delimitato, utilizzando in genere armi da taglio per ucciderli in modo cruento.

## Cinema

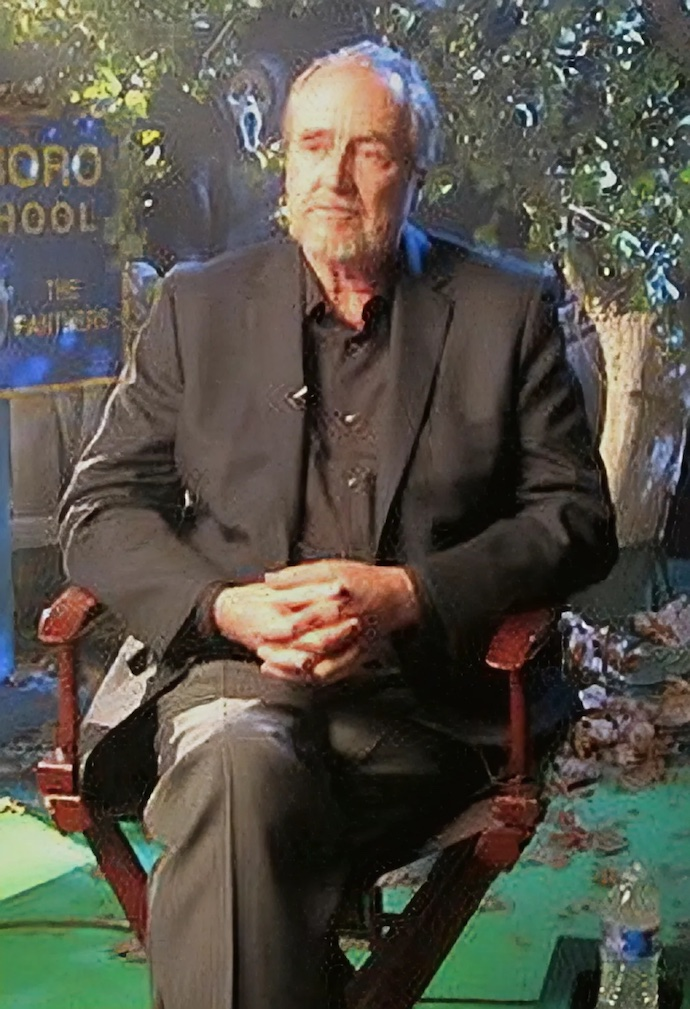
Il regista Wes Craven nel 2010

In filmografia, benché il capostipite del genere sia considerato Halloween - La notte delle streghe (1978) di John Carpenter, esistono anche altri film precedenti che incarnano tutte le caratteristiche principali dello slasher e che hanno dato vita al genere, tra i più famosi Un Natale rosso sangue (Black Christmas, 1974) di Bob Clark, Sei donne per l'assassino (1964) e Reazione a catena (1971) di Mario Bava (quest'ultimo però rientra più precisamente nel genere del giallo all'italiana). Prendendo spunto da Scream e da Halloween - La notte delle streghe si può notare come in un film slasher si cerchi sempre di dare più importanza ai momenti di tensione e suspense. Generalmente vengono usate armi da taglio e le vittime sono in genere ragazzi in cerca di divertimento.
Sempre prima del film di Carpenter, possono essere considerati slasher Non aprite quella porta di Tobe Hooper e Le colline hanno gli occhi di Wes Craven sebbene non ufficialmente, in quanto entrambi sono contaminati da altri generi: mentre il primo sfruttando la trovata di basarsi su una vicenda reale (in realtà è solo parzialmente ispirato a un vero fatto di cronaca), propone di conseguenza delle situazioni più verosimili rispetto a quelle di un normale slasher, il secondo si concentra verso un sottofondo e un finale più tipico da revenge movie (ovvero un film di rabbia e di vendetta).
Lo slasher ha per decenni tenuto banco nelle sale cinematografiche di tutto il mondo come uno dei generi più lucrativi del cosiddetto teen movie, ovvero di quei film che si producono appositamente per gli adolescenti (teenager in inglese). Il motivo può essere spiegato dal fatto che la frequente presenza di ragazze attraenti calate in contesti tipici dell'horror sia una formula di semplice riproducibilità per un film di successo, ma anche in altri termini più profondi.

## Interpretazioni
Nel film slasher la scoperta conflittuale del sesso, caratteristica di molti adolescenti, trovava una perfetta catarsi: i giovani, incuriositi e desiderosi di praticare sesso, sono puniti con la morte da parte del maniaco, che incarna tutti quei tabù e convenzioni sociali puritane che qualificano il sesso come una cosa "sporca e immorale". Nel finale, tuttavia, il mostro/maniaco muore quasi sempre, simboleggiando la vittoria della nuova "way of life" affermatasi negli anni settanta, più libertaria e tollerante. D'altro canto, questo accanimento contro il sesso ha fatto etichettare lo slasher come "genere più puritano dell'horror", con conseguenti sospetti di sessuofobia.
In realtà, come per tutti gli altri generi cinematografici, i registi più talentuosi hanno usato e spesso scardinato le convenzioni dello slasher per dire cose "altre" dall'universo adolescenziale e dai turbamenti del sesso, con risultati talvolta molto interessanti.

## Precursori
Se adottiamo un punto di vista statunitense e quindi mettiamo a fuoco il genere soprattutto in relazione a tale cinematografia (e per certi versi è anche corretto, essendo statunitense la classificazione e definizione di questo sottogenere) la nascita del genere slasher viene di norma fatta coincidere con l'uscita nelle sale di Halloween - La notte delle streghe di John Carpenter del 1978. Ma se ampliamo il nostro sguardo, anche prima di questo film alcune pellicole potrebbero rientrare nel sottogenere dell'horror "slasher" e potrebbero averne influenzato alcuni caratteri.
Alcuni elementi possono addirittura essere trovati nel "primo vero" film del 1927 di Alfred Hitchcock Il pensionante, in quello del 1931 di Fritz Lang M - Il mostro di Düsseldorf, in Il castello maledetto del 1932 di James Whale e nell'horror spagnolo di Jacques Tourneur L'uomo leopardo del 1943.
Il film definito il primo precursore vero del genere di solito è L'occhio che uccide di Michael Powell, horror britannico del 1960 che narra di un killer che riprende i suoi omicidi. La pellicola fu la prima a mostrare gli omicidi in prima persona dal punto di vista dell'assassino e il primo film inglese con scene di nudo esplicite. Nello stesso anno, pochi mesi dopo, esce il classico Psyco di Hitchcock che influenzerà fortemente il filone slasher con alcuni personaggi riconducibili ad alcuni degli archetipi di esso.
Nel 1974 il genere slasher inizia a prendere forma già grazie al film Non aprite quella porta diretto da Tobe Hooper che aggiunge numerosi elementi tipici dello slasher:
- Una sorta di avvertimento iniziale ignorato dai protagonisti.
- I personaggi sono un gruppo di adolescenti/ventenni.
- L'ambientazione è isolata e il tempo degli eventi è breve.
- Il killer indossa una maschera e ha un'arma distintiva (Leatherface e la sua motosega).
- Introduzione della final girl, unica sopravvissuta al folle assassino.

Nel corso del tempo, questo film ha generato numerosi sequel, tutti rientranti nel genere slasher (a parte l'ultimo, il prequel Leatherface) ed il killer è divenuto un'icona al pari di Michael Myers o Jason Voorhees. 
Lo stesso anno, per la regia di Bob Clark esce Black Christmas (Un Natale rosso sangue). Il film è il primo proto-slasher a essere ambientato in un campus (ambientazione ripresa poi in molte pellicole) e durante una festività, dando via al sottogenere festivo (spesso natalizio) dell'horror. Il film è anche ispirato alla leggenda urbana "della babysitter e dell'assassino al piano di sopra che le telefona", come molti altri film successivi, tra cui lo stesso Halloween.
Mario Bava inventò e praticò quello che si definì il giallo italiano e che, fuori dai maniacali rigori americani di tassonomia dei generi, con i suoi film Sei donne per l'assassino del 1964 e Reazione a catena del 1971, "può essere ricondotto ai proto-slasher avendo uno schema che si discosta dal giallo classico rimuovendo la componente investigativa e dando più spazio agli omicidi. Similmente anche il giallo del 1976 Comunione con delitti (Alice Sweet Alice) di Alfred Sole ha più elementi in comune con lo slasher che con il genere a cui effettivamente appartiene". 
Sempre adottando un punto di osservazione nordamericano, altri proto-slasher possono essere L'uccello dalle piume di cristallo e Profondo rosso di Dario Argento del 1970 e 1975 rispettivamente. Anche in questo caso il giallo lascia spazio a una narrazione più orientata verso lo slasher dando più spazio ai brutali omicidi.
Il protoslasher più esplicito dopo Non aprite quella porta, però, è La città che aveva paura, diretto da Charles B. Pierce nel 1976, basato sui veri omicidi del fantasma di Texarkana avvenuti nel 1946. Il killer fu alla base della creazione di Jason Voorhees (specialmente il suo design in L'assassino ti siede accanto) e di Ghostface. Nel primo Scream il film è inoltre citato da Sidney.

## Golden Age(1978-1984)

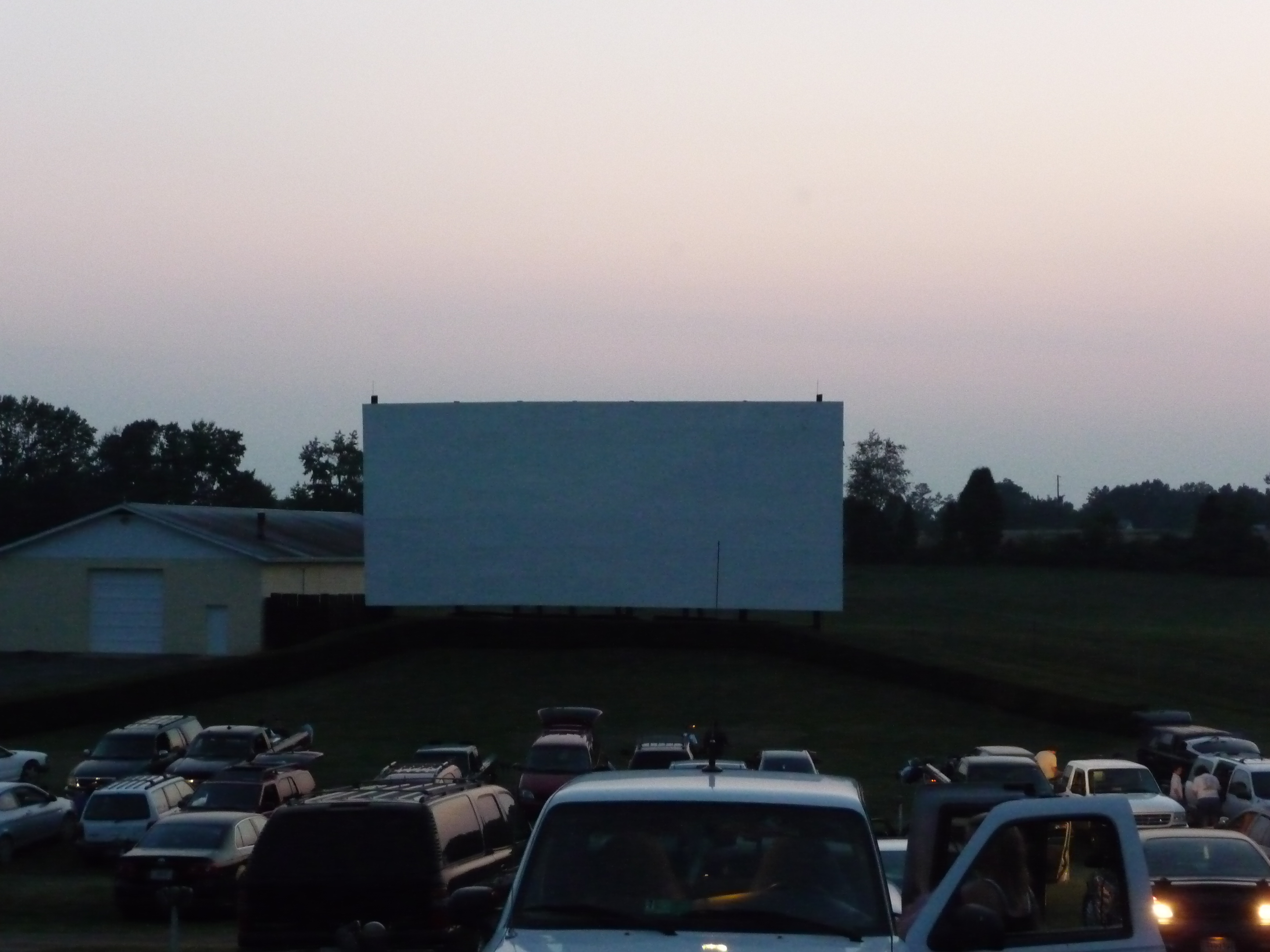
Un drive-in

La Golden Age degli slasher inizia nel 1978 e termina nel 1984 contando in questi anni centinaia di film di genere, molti dei quali distribuiti solo nei drive-in essendo film a basso costo realizzati per adolescenti.
In questo periodo sono nate la maggior parte delle icone moderne più famose, Michael Myers, Jason Voorhees e Freddy Krueger.
Nonostante sia considerata la golden age, in questi anni molti film vennero banditi e divennero noti come video nasties.

### 1978
La Golden Age del genere iniziò nel 1978 con l'uscita di Halloween - La notte delle streghe di John Carpenter definito il primo vero e proprio film slasher influenzato dai predecessori degli anni '60 e dei primi anni '70 (come Psycho e Non aprite quella porta). Il film fu un successo ai box office incassando più di 70 milioni di dollari contro gli appena 300.000 spesi per la sua realizzazione. Il film sarebbe stato poi usato come blueprint per il film successivo anche se alcuni elementi erano già stati mostrati da Tobe Hooper nel '74 (la final girl e l'assassino mascherato).
Michael Myers viene usato come metafora delle paure dell'uomo moderno, un boogeyman contemporaneo, ed il film ha toni più realistici degli altri horror dell'epoca. Un film dell'orrore più reale e concreto che affonda le sue basi anche nel cinema thriller avendo alcune sequenze proprio di questo genere e non soffermandosi solo sugli omicidi tentando di mostrare le dinamiche degli eventi da vari punti di vista.
L'attrice principale del film era Jamie Lee Curtis, definita la scream queen classica. Nel cast figurava anche il famoso attore Donald Pleasence presente in gran parte dei film della serie nel ruolo del nemico per eccellenza di Michael, Loomis. I veri scopi del killer invece sono ignoti lasciando supporre solo una follia accompagnata ad una pura cattiveria. Inoltre, pur se più resistente del normale, l'assassino non ha ancora tracce effettive di superpoteri o abilità sovrannaturali, elementi che si aggiungeranno poi al mythos dei killer di questo genere.
Ritornando al discorso dei vari punti di vista; nella primissima scena vediamo addirittura gli eventi in prima persona dagli occhi del piccolo Michael durante i suoi primi omicidi con in sottofondo la colonna sonora composta dallo stesso John Carpenter.
Sulla falsariga di Halloween nel 1978 uscì anche il film televisivo Are You in the House Alone? ispirato all'omonimo romanzo del 1976. Anche questo film presenta una babysitter come protagonista e presenta l'elemento ricorrente delle chiamate da parte dell'assassino.

### 1979
Nel 1979 uscì Horror Puppet (Tourist Trap) diretto da David Schmoeller, un altro slasher che però si differenziò dal capostipite Halloween avendo un killer dotato di poteri soprannaturali (telecinesi) elemento che sarebbe divenuto ricorrente solo anni dopo con l'avvento di Nightmare di Wes Craven.
Nello stesso anno uscì Quando chiama uno sconosciuto (When a Stranger Calls) di Fred Walton, un altro film in cui la protagonista è una babysitter similmente a Laurie Strode di Halloween. Il film divenne famoso grazie alla battuta "Controlla i bambini" detta nella scena d'apertura dal killer via telefono. Il film riprende infatti la nota leggenda urbana del serial killer nascosto che comunica al telefono con una babysitter.

### 1980
Nel 1980 la scream queen Jamie Lee Curtis tornò nel mondo dell'horror con il film Non entrate in quella casa (Prom Night). Il film gira attorno ad una serie di omicidi durante il ballo di fine anno sei anni dopo la morte di una ragazza. Il budget era di 1.500.000 dollari canadesi, ma il film incassò circa 15 milioni. A seguirlo vi furono 3 film anche se non veramente collegati alla pellicola originale.
Un altro film con chiamate da parte del serial killer uscì a distanza di un anno dall'ultimo, Morte al telefono. di Robert Hammer. Lo stesso anno uscì un film slasher a tema natalizio, Christmas Evil di Lewis Jackson, considerato inizialmente di nicchia e successivamente riconsiderato come un cult.
Sempre nel 1980 uscì il film Maniac di William Lustig, uno dei film slasher più controversi di sempre a causa della sua estrema violenza esplicita . Un'altra caratteristica principale del film è quella di avere un assassino, Frank Zito (Joe Spinell), ben sviluppato psicologicamente e presentato come protagonista del film vedendo gli omicidi dal suo lato e non da quello delle vittime come accade di solito. I sanguinolenti effetti speciali furono fatti dalla star del campo Tom Savini.

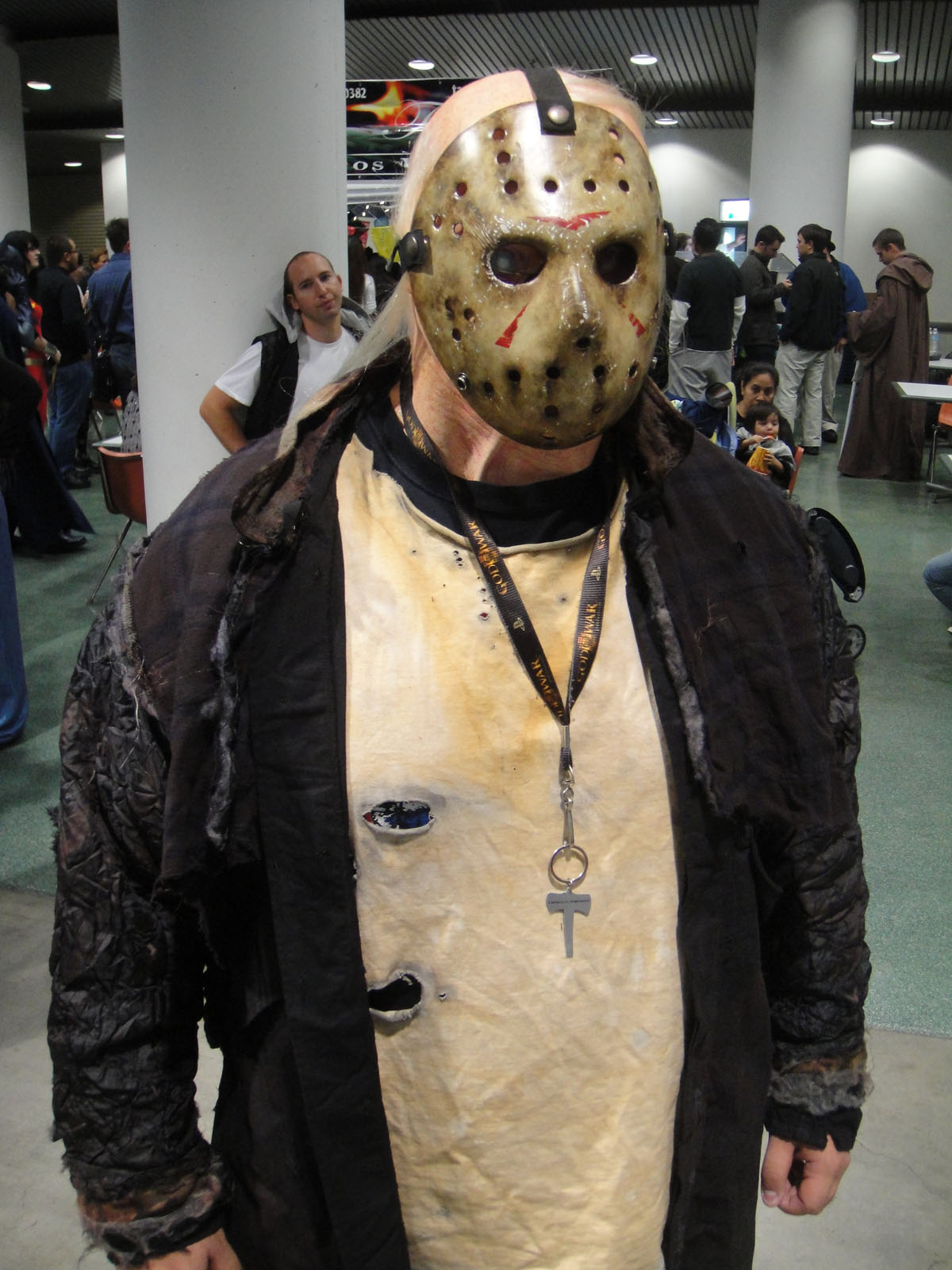
Un cosplayer di Jason Voorhees nel 2011

Nel 1980 uscì il secondo grande successo del cinema slasher e probabilmente il film di questo genere più iconico e conosciuto: Venerdì 13. Il film sposta l'azione in un luogo isolato, in un tempo più ristretto ed inizia il più fortunato franchise horror slasher di sempre. Con una spesa di soli 550 000 dollari incassò circa 60 milioni nonostante, a differenza di Halloween, ricevette varie critiche negative. Il film nel cast aveva inoltre l'emergente Kevin Bacon. Il primo film della serie aveva come assassino un killer donna, Pamela Voorhees, impazzita a seguito dell'apparente decesso del figlio anni prima. Nonostante ciò per gran parte del film viene fatto pensare che sia proprio quest'ultimo, redivivo, l'assassino.
Nel 1981 uscì il secondo capitolo della serie iniziata da Sean S. Cunningham. L'assassino ti siede accanto fu il primo film a presentare al grande pubblico la star per eccellenza del cinema moderno di genere horror, Jason Voorhees che apparve però nella prima pellicola sotto forma di incubo e con un design decisamente diverso. Nonostante questo il personaggio avrebbe indossato la sua iconica maschera solo nel terzo capitolo, Week-end di terrore del 1982.
Venerdì 13 buttò così le basi per un nuovo stile di slasher, meno ricercato e più di puro intrattenimento tagliando al minimo la parte thriller. Inoltre anche l'ambientazione del campo estivo divenne presto iconica e imitata da numerosi film. Da questo momento in poi gli slasher si sarebbero divisi in due binari, quelli ispirati a questa pellicola e quelli a Halloween, ovviamente con qualche novità assoluta nel mentre.

### 1981
Il film di Carpenter continuò però la sua influenza nel 1981 con Compleanno di sangue, un film esteticamente assai simile ad Halloween. Lo stesso anno Linda Blair (la protagonista de L'esorcista) appare in Hell Night, un film dove il "gore" è sostituito dalla suspense. Sempre nel 1981 uscì il primo slasher del maestro Wes Craven che di lì a 3 anni avrebbe rivoluzionato per la prima volta il genere. Il film, Benedizione mortale non fu però un enorme successo a differenza del fenomeno di quell'anno: Graduation Day di Herb Freed. Con un budget di soli 200.000 dollari il film ne incassò al botteghino circa 25 milioni. Lo stesso anno Joe D'Amato tornò con uno slasher dopo Antropophagus del 1980 con Rosso sangue. Uscì inoltre lo slasher italiano There Was a Little Girl del regista Ovidio G. Assonitis. Questo film in particolare rientra nella categoria dei video nasty, ossia film banditi nel Regno Unito.
Final Exam fu un altro dei numerosi ripoff di Halloween anche se questa volta il livello di similitudini era molto più alto del normale arrivando ad avere anche una colonna sonora simile a quella di Carpenter. Anche il film rientrò nei video nasties e venne distribuito in home video solo nel 2008. Sempre nell'81 uscì un altro film bandito, ad opera di Romano Scavolini: Nightmare in a Damaged Brain. Il film, nei titoli di testa, affermava inoltre che Tom Savini fosse stato il creatore degli effetti speciali nonostante quest'ultimo abbia più volte affermato di aver partecipato alla pellicola solo come consulente non avendo creato in alcun modo nessuno degli effetti del film. Uscì inoltre il film Don't Go in the Woods di James Bryan con un budget 20 000 dollari.
Nello stesso anno i film slasher iniziarono ad introdurre alcuni elementi paranormali e fantasy che raggiungeranno poi il loro apice con Nightmare - Dal profondo della notte qualche anno dopo. Tra questi si ricorda Ghostkeeper, un film slasher che serve come risposta canadese a Shining di Stanley Kubrick usando la figura folkloristica dei nativi americani nota come Wendigo. Il film non è mai stato distribuito in Italia, ma nel corso degli anni ha raggiunto un certo successo. Un altro film slasher con elementi fantasy degno di nota è La promessa di Satana (Evilspeak) di Eric Weston che narra di un emarginato sociale che evoca dei demoni tramite il suo computer per vendicarsi di chi lo ha tormentato.
Il 1981 però è anche l'anno di due grandi ritorni: Michael Myers con il successo economico e di critica di Il signore della morte, scritto da Debra Hill e John Carpenter, diretto da Rick Rosenthal e Venerdì 13 - L'assassino ti siede accanto di Steve Miner. La Hill e Carpenter erano riluttanti all'idea di tornare al genere slasher, ma lo fecero comunque adattandosi ai nuovi canoni dettati da Venerdì 13 e specialmente dal suo iconico sequel (che può essere definito come un blueprint per gli slasher successivi) pur mantenendo un genere proprio. I nuovi canoni imponevano più sangue, un bodycount maggiore e divertimento rendendo il genere assolutamente d'exploitation. Il secondo Halloween fu il maggiore successo economico del genere horror del 1981 dopo Un lupo mannaro americano a Londra di John Landis con un incasso domestico finale di 25 milioni di dollari.

### 1982
Dal 1982 la maggior parte degli slasher spostarono la loro produzione dai drive-in all'home video con una grande moltitudine di film direct-to-video.
Uno dei maggiori successi di questo nuovo filone fu Madman che fu un successo home video e venne classificato tra i 10 film più venduti in home video quella settimana dalla rivista Variety. Il film ebbe un budget di 350.000 dollari e fu ispirato ai vari film low budget che si erano imposti nel panorama cinematografico dell'epoca. Il film cercò inoltre di creare una nuova icona, un boogeyman che potesse attirare l'interesse del pubblico similmente a Michael Myers o Leatherface. Lo stesso anno in VHS uscirono numerosi altri film slasher ognuno di essi con un budget davvero basso, ancora minore di quello dei suoi predecessori visto anche un potenziale margine di guadagno minore non avendo alcuna distribuzione in sala. Alcuni esempi sono The Dorm that Dripped Blood con 90.000 dollari e Honeymoon Horror con appena 50.000 dollari di budget.
Alcuni film indipendenti dell'epoca però ebbero numerosi problemi con la distribuzione, come il film Girls Nite Out che ebbe un rilascio locale davvero limitato. Molti film (come Trick or Treats, Island of Blood o The Forest solo per citarne alcuni) finirono velocemente nell'oscurità a causa del loro rilascio davvero limitato e così numerosi film slasher sono andati dimenticati o addirittura persi nel tempo.
In quest'anno i registi iniziarono ad usare il genere per prendere in giro situazioni di tutti i giorni come nel film Nel buio da soli del 1982 di Jack Sholder che conta nel cast anche l'attore Donald Pleasence (noto per i suoi ruoli nella serie di Halloween come Samuel Loomis, nemesi di Michael, e come l'arcinemico di James Bond, Ernst Stavro Blofeld nel film Agente 007 - Si vive solo due volte del 1967). Nel 1982 uscì anche il film delle due femministe Amy Holden Jones (regia) e Rita Mae Brown (sceneggiatura) dal titolo The Slumber Party Massacre che parodia il genere ed il ruolo femminile al loro interno con scene al limite del demenziale che servono appunto per tirare un sorriso e violenza esplicita quasi prettamente nel confronto degli uomini. Altre femministe, però, non compresero l'obiettivo della pellicola e lo criticarono aspramente. A seguito di questo primo capitolo la sceneggiatrice e la regista originale produssero diversi sequel nel corso degli anni.
Alcuni slasher iniziarono ad essere usati per intavolare argomenti a sfondo politico e sociale come il film Night Warning di William Asher che tratta gli argomenti dell'incesto e dell'omofobia. Similmente anche Visiting Hours, tra l'altro uno dei numerosi film ambientati in ospedali, manicomi e case di cura del periodo come anche Hospital Massacre (conosciuto anche come X-Ray).
Jason Voorhees ottiene finalmente la sua iconica maschera da hockey nel terzo film della serie Week-end di terrore rendendo quella di Venerdì 13 la prima serie a raggiungere il terzo capitolo. Il film fu un vero e proprio successo economico con un incasso di $34 milioni, $14 milioni in più della pellicola precedente.
In Italia il genere giallo si avvicinò sempre di più allo slasher statunitense con Tenebre di Dario Argento, film più realistico dopo le prime due pellicole della Trilogia delle Tre Madri (Suspiria e Inferno), che uscì nelle sale con il divieto ai minori di 18 anni a causa dell'estrema violenza. Altra pellicola del genere fu Lo squartatore di New York di Lucio Fulci, considerato il film più estremo, violento e crudo del regista e dell'intero cinema giallo italiano con scene cruente ed esplicite di sesso. Nell'Assassinio al cimitero etrusco di Sergio Martino (usando lo pseudonimo Christian Plummer) il tema onirico che si collega alla realtà è uno dei capi portanti, ma mai quanto un altro film che sarebbe uscito proprio quell'anno, The Slayer, film di J. S. Cardone che vede due coppie in un'isola isolata dell'Atlantico trovare uno ad uno la morte. Il film è particolare specialmente per il suo approccio ai sogni che avrebbe poi in parte influenzato Wes Craven e per il finale che permette di leggere il film sotto tre chiavi diverse, una più "realistica" dell'altra, ma ognuna con le proprie prove a sostegno.
Nel 1982 uscirono anche il film slasher con Chuck Norris Terrore in città (Silent Rage), il thriller a salsa slasher erotico candidato ai Razzie Chi vuole uccidere Miss Douglas?, Blood Song (conosciuto anche come Dream Slayer) e Don't Go to Sleep, entrambi questi ultimi ispirati al successo del primo Amityville Horror del 1979 riproponendo la formula usata nella pellicola in chiave slasher. Uscì anche il terzo film di Halloween, Halloween III - Il signore della notte, seppure non collegato ai primi due e non di genere slasher con un approccio più fantascientifico e allo stesso tempo fantasy. Michael Myers fa però un cammeo assieme a Laurie Strode nella pellicola sempre di John Carpenter in due spot televisivi del film. Anche la colonna sonora classica di Halloween è riproposta solo per scoprirsi poi che proveniva da una televisione in cui stava venendo mandato il classico horror del 1978.

### 1983
Il 1983 si apre con slasher sempre dal gusto classico come Non entrate in quel collegio (o La soffitta delle ombre) di Mark Rosman che ha una trama simile a quella di Non entrate in quella casa del 1980. Un gruppo di ragazze uccide accidentalmente Mrs. Slater, la padrona del dormitorio. Per insabbiare la cosa decidono di festeggiare comunque la festa che la donna morta aveva precedentemente loro negato, ma a una a una le fanciulle troveranno morti brutali. Sempre in una scuola privata è ambientato il film Deadly Lessons di William Wiard.
Lo stesso anno il regista italiano Lamberto Bava è il regista di uno slasher psicologico, La casa con la scala nel buio. La pellicola, inizialmente proposta come miniserie per la RAI, ma poi rifiutata perché trovata troppo violenta, vede il compositore Bruno dover indagare sui misteriosi omicidi iniziati dal suo trasferimento legati al film di cui sta componendo la colonna sonora.
Ancora una volta lo slasher è utilizzato per denunciare problemi sociali nel film Sweet Sixteen di Jim Sotos. Nel film, infatti, gli omicidi che avvengono sono collegati ingiustamente e senza prove a un gruppo di nativi americani della zona mettendo sotto i riflettori il razzismo che ancora oggi perviene in alcuni Stati degli Stati Uniti sud-occidentali. Il titolo del film invece è un riferimento alla protagonista quindicenne, figlia dello sceriffo, in procinto di divenire sedicenne, appunto. Nel 2008 venne distribuita anche una versione director's cut della pellicola.

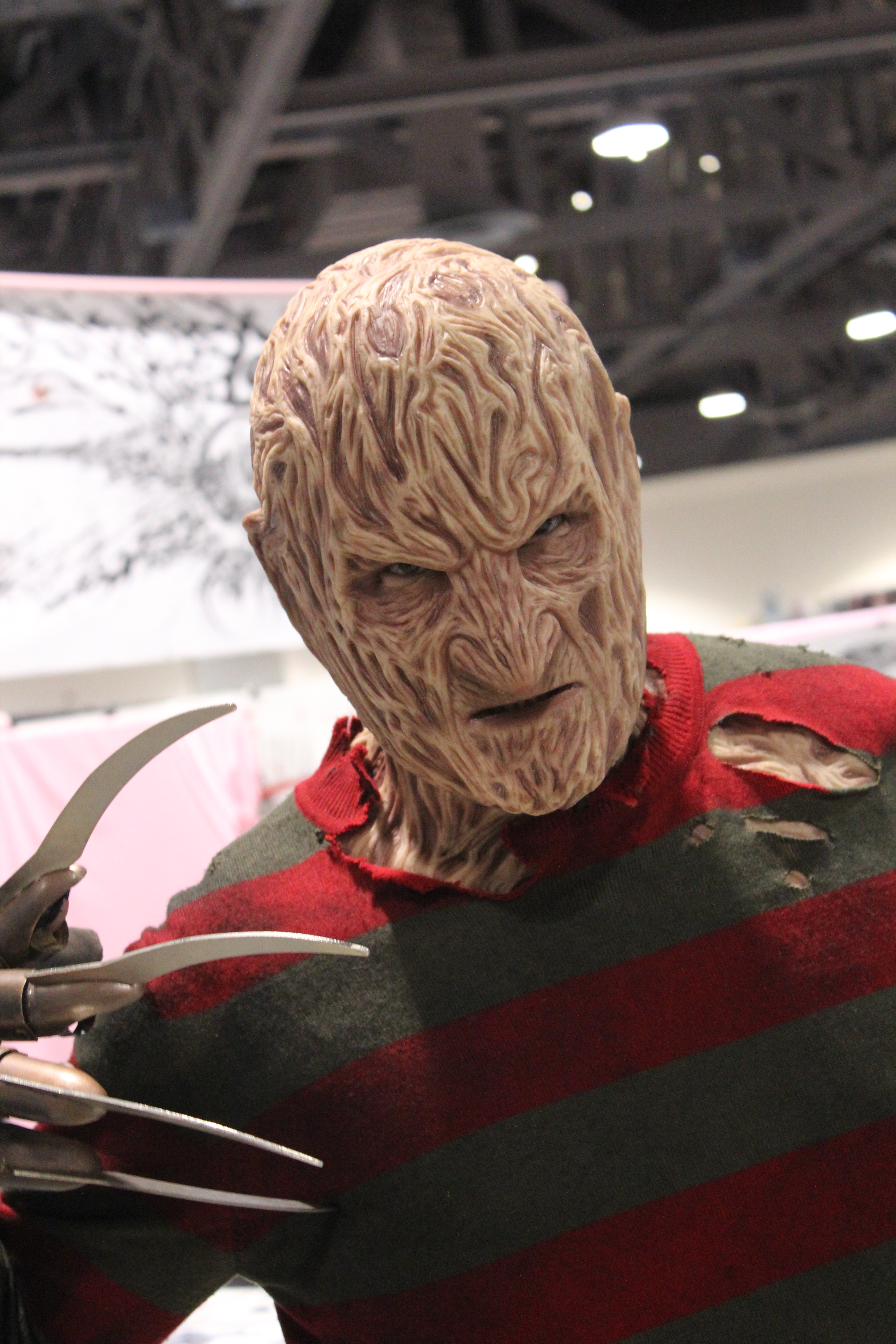
Un cosplayer di Freddy Krueger della serie di Nightmare

Con il film Sledgehammer, con il modello Ted Prior, il genere slasher inizia a spostarsi nel mercato dell'home-video con titoli creati appositamente per esso. Molti di essi avevano un forte tema sessuale come Blood Beat che vede una ragazza confrontarsi con un samurai di oltre 7 metri mentre si masturba o Double Exposure che vede un fotografo sognare modelle morire e scopre poi che queste ultime muoiono anche nella vita reale parallelamente a quelle dei suoi sogni. Fred Olen Ray dirige il film Scalps, uno dei film più censurati della storia che vede anche un ragazzo posseduto da uno spettro stuprare e asportare lo scalpo della sua ragazza.
Il film slasher più di successo dell'anno fu Psycho II, sequel dell'originale pellicola di Alfred Hitchcock, diretto da Richard Franklin con Anthony Perkins e Vera Miles di nuovo nei rispettivi ruoli di Norman Bates e Lila Crane. Il film ha come protagonista nuovamente Norman che parrebbe aver dato via a una nuova scia di sangue. Questa volta le vittime, per conformare di più la pellicola al genere slasher, non furono più adulti, ma adolescenti. L'incasso di $34,7 milioni permise al franchise di proseguire con Psycho III nel 1986.
Il film forse più famoso fu però Sleepaway Camp di Robert Hiltzik, anche grazie al suo scioccante finale, capostipite di una fortunata serie slasher interamente inedita in Italia. Nonostante il film nasca come imitazione di Venerdì 13 evolve in maniera diversa trattando temi come la pedofilia e avendo scene di amore omosessuale e un personaggio addirittura transessuale, tutti tabù per l'epoca. Inoltre le vittime (e il killer) sono tutti ragazzi e ragazze di età pre-adolescenziale se non addirittura bambini.
I primi segni di un futuro declino cominciano quando numerosi poster di film slasher suggeriscono ben altro discostandosi completamente dal tema del film per invogliare gli spettatori che si iniziavano a stancare del genere a vedere le pellicole come Mortuary che presenta una mano fuoriuscire da una tomba, scena tipica dei film sugli zombie. Per giunta anche la tagline del film con Bill Paxton sembra suggerire ben altro.

### 1984
Wes Craven crea uno dei film slasher più famosi di sempre: Nightmare - Dal profondo della notte (A Nightmare on Elm Street), divenuto un cult. Nello stesso anno vengono rilasciati anche Venerdì 13 - Capitolo finale (Friday the 13th - The Final Chapter) e Splatter University. Il genere abbandona quasi completamente i grandi schermi e le major perdono interesse nelle produzioni di film slasher a causa del calo di popolarità nonostante appena un paio di anni prima fosse il sottogenere horror più in auge.

## Personaggi celebri

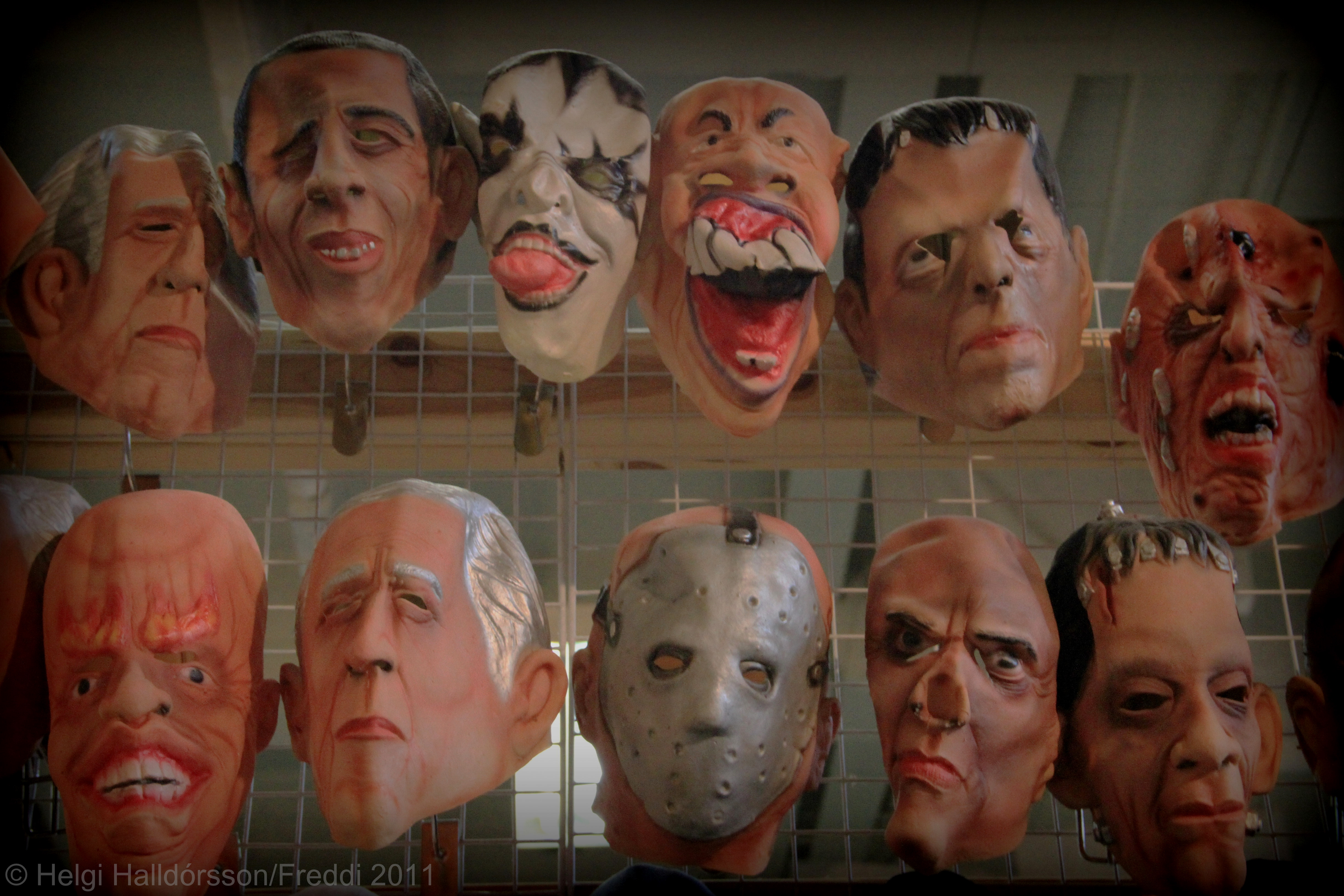
Alcune maschere di Halloween ritraenti, tra gli altri, Jason Voorhees e Freddy Krueger

Il genere slasher è per anni stato uno dei principali sottogeneri horror ed è quello che racchiude il maggior numero di icone moderne del cinema dell'orrore.
- Michael Myers della serie di Halloween (1978-in corso)[19]
- Jason Voorhees della serie di Venerdì 13 (1980-2009)
- Freddy Krueger della serie di Nightmare (1984-2010)
- Leatherface della serie di Non aprite quella porta (1974-in corso)
- Ghostface della serie di Scream (1996-in corso)
- Chucky della serie de La bambola assassina (1988-in corso)
- Pumpkinhead della serie di Pumpkinhead (1988-2007)
- Blade della serie di Puppet Master (1989-in corso)
- Lubdan della serie di Leprechaun (1993-in corso)
- Candyman della serie di Candyman (1992-2021)
- Fisherman della serie di So cosa hai fatto (1997-2006)
- Killjoy della serie di Killjoy (2000-2012)
- Victor Crowley della serie di Hatchet (2006-in corso)
- Art the Clown della serie Terrifier (2009 -in corso)
- Skull Face della serie di Death Game (2015-2021)

Anche se non considerato un vero e proprio slasher, anche il protagonista di uno dei più vecchi precursori del genere può essere considerato un'icona, ossia Norman Bates della serie di Psyco (1960-in corso).
Tra di loro il personaggio con più uccisioni sullo schermo è Jason Voohrees con 158 vittime seguito da Michael Myers (111 vittime) e Freddy Krueger (43 omicidi).
Nel 2011 la star della serie di Nightmare, Freddy Krueger, viene pubblicato come personaggio DLC per Mortal Kombat. Nel 2015 i personaggi di Jason Voohrees e Leatherface sono stati aggiunti al roster di Mortal Kombat X come personaggi DLC e Freddy Krueger è presente nella versione mobile. Nel 2016 il gioco slasher Dead by Daylight pubblica come personaggio DLC Michael Myers di Halloween assieme a Laurie Strode e a settembre 2017 viene annunciata l'aggiunta di Leatherface e a novembre dello stesso anno anche di Freddy Krueger assieme a Quentin Smith da Nightmare - Dal Profondo della Notte del 2010. Successivamente vengono aggiunti anche Jigsaw, Ghostface e Ash Williams.
Oltre ai vari killer anche alcuni sopravvissuti sono divenuti iconici. Tra di essi si ricordano Laurie Strode e Samuel Loomis (Halloween), Sidney Prescott (Scream), Tommy Jarvis (Venerdì 13) e Nancy Thompson (Nightmare).

### Crossover

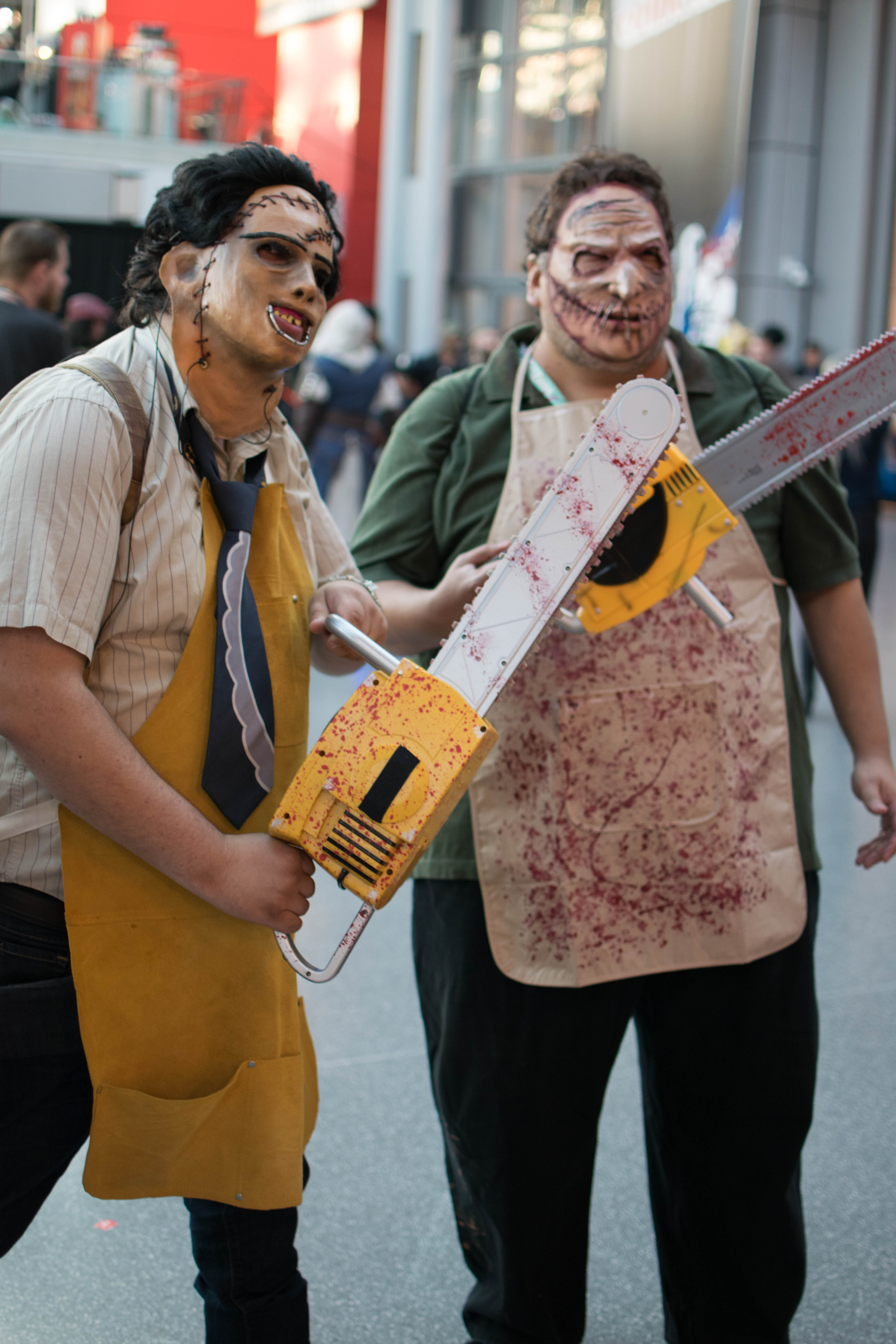
Due cosplayers di Leatherface al Comic Con di New York nel 2016.

Gli unici personaggi di film slasher a essersi effettivamente incontrati sul grande schermo sono stati Freddy e Jason nel film Freddy vs Jason. In seguito a questo film sarebbe dovuto uscire un sequel nel 2007 in cui i due avrebbero affrontato Ash Williams (protagonista della celebre serie horror La casa di Sam Raimi) o Michael Myers di Halloween, ma per vari problemi il film non vide mai la luce. Nonostante ciò Freddy e Jason si scontrarono poi contro Ash nel fumetto della Wildstorm del 2008 Freddy vs Jason vs Ash (of Army of Darkness) in sei numeri. In uno dei finali scartati di Freddy vs. Jason i due killer titolari si sarebbero dovuti imbattere anche in Pinhead (protagonista della celebre serie body horror di Hellraiser). Questo finale non venne mai girato per colpa di problemi con i diritti del personaggio in mano a un'altra casa cinematografica e decisamente troppo costosi da acquistare per una sola comparsata.
Per quanto riguarda il piccolo schermo, in un episodio della serie televisiva Freddy's Nightmares diretto da Tobe Hooper comparirono sia il personaggio titolare sia Leatherface.
Nel film Jason va all'inferno vengono citati anche numerosi elementi del mythos de La Casa di Sam Raimi come il pugnale kandariano e lo stesso Necronomicon suggerendo che Jason potrebbe essere un deadite come quelli affrontati dal personaggio interpretato da Bruce Campbell. Nel finale dello stesso film fa un piccolo cammeo anche Freddy Krueger gettando le basi per il crossover tra i due personaggi avvenuto qualche anno dopo. Dal canto suo, Sam Raimi, cita Freddy Krueger nel primo film inserendo il guanto dell'assassino nella baita in cui si svolgono gli eventi della pellicola.
In Behind the Mask - Vita di un serial killer di Scott Glosserman del 2006 vengono citati Freddy Krueger, Michael Myers, Jason Voorhees, Chucky, Pinhead e Candyman come realmente esistiti nel film, oltre ad apparire la Configurazione del Lamento di Hellraiser. Inoltre appaiono anche gli attori Robert Englund e Kane Hodder (interprete di Jason in quattro capitoli della serie) che nel film era il vicino di casa dello squartatore di Elm Street. Per giunta il mentore di Leslie, il protagonista del film, è Billy (noto con lo pseudonimo di Eugene nella pellicola) interpretato da Scott Wilson ossia il killer di Black Christmas (considerato uno dei primi precursori del genere slasher della storia) e dei suoi remake.
In un giornale del film Hatchet II appare inoltre un personaggio del film Frozen oltre a essere citato Leslie Vernon. In Jason va all'inferno appare, invece, la cassa al centro di uno degli episodi di Creepshow.
Il 16 agosto del 2017 il regista Don Mancini, regista e creatore de La bambola assassina, afferma di avere un'idea per un crossover tra il suo franchise e quello di Nightmare che vorrebbe realizzare. Il film, da quanto affermato dal regista, vedrebbe Chucky ritrovarsi in una casa a Elm Street dove farà la conoscenza di Freddy. I due, fan l'uno dell'altro, inizieranno ad andare d'accordo, ma ben presto capiranno che Elm Street non è abbastanza grande per i due serial killer.
Alcune teorie sviluppate nel corso degli anni e che hanno trovato fama specialmente grazie a internet vorrebbero che Sam Loomis di Psyco fosse il dottor Samuel Loomis della serie di Halloween da giovane. Secondo chi crede in questa teoria, Sam, dopo la morte di Marion e l'aver fermato Norman, sarebbe tornato a studiare diventando poi uno psichiatra e, trasferitosi nell'Illinois, avrebbe tentato di aiutare o comunque tenuto sotto controllo il giovanissimo Michael per far sì che non divenisse come Bates.
Nell'ottobre 2017, il regista Max Landis in un'intervista ha affermato di star lavorando da anni alla sceneggiatura per un crossover con Freddy Krueger, Jason Voorhees, Chucky e Pinhead ispirato a Il mago di Oz.
All'interno di 17 franchise e singoli film horror in particolare, sono presenti molti easter egg, suggerendo possano coesistere all'interno dello stesso universo immaginario:
- Nightmare
- Venerdì 13
- La casa
- Halloween
- Non aprite quella porta
- La bambola assassina
- Hellraiser
- Pumpkinhead
- Hatchet
- Re-Animator
- Behind the Mask - Vita di un serial killer
- Psyco
- Black Christmas
- Creepshow
- La città dei mostri
- Frozen

Alcuni dei film citati sono effettivamente e canonicamente in continuity tra di loro (sia tramite film sia fumetti tie-in come nel caso di Jason vs Leatherface o Army of Darkness Vs. Re-Animator, entrambi, però, di dubbia e controversa canonicità), mentre altri sono collegati da dettagli, menzioni e, in alcuni casi, dalla comune presenza del libro Necronomicon Ex Mortis che sembrerebbe collegare gran parte delle saghe. Nonostante ciò le connessioni di altri di questi franchise va ricercata in semplici omaggi ed easter egg. Alcuni fan accaniti hanno, però, comunque cercato legami con un numero sempre maggiore di film, nonostante con connessioni spesso forzate o improbabili, che oscillano dal più plausibile Leprechaun all'improbabile Sharknado teorizzando, dunque, un immenso macro universo che parte dallo slasher per diramarsi nell'horror (e non solo) a 360°.

## Caratteristiche
La maggior parte dei film slasher rispetta alcuni canoni che rendono possibile l'identificazione di un film in questo determinato genere cinematografico.

### Personaggi

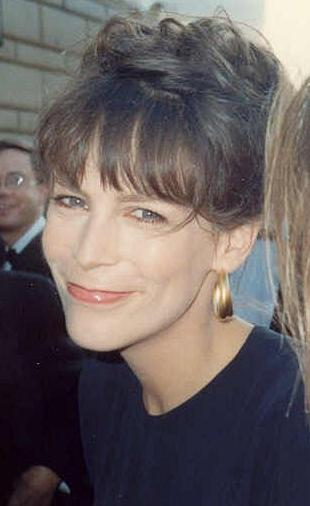
Jamie Lee Curtis nel 1988

I due personaggi più importanti nei film slasher sono il killer (generalmente umano o di origini umane, spesso mascherato e che uccide tramite un'arma da taglio, ma non solo con esso, per esempio Jason spesso uccide le sue vittime anche a mani nude e Freddy in vari altri modi nei loro incubi) e la final girl, ossia la ragazza che riesce a sopravvivere fino a fine film agli omicidi. Spesso quest'ultima è interpretata da una scream queen (attrice che opera principalmente nell'ambito dell'horror). La final girl classica è considerata Laurie Strode interpretata da Jamie Lee Curtis.
Gli altri personaggi sono spesso amici della final girl o suoi parenti (cugini o fratelli). Nei film più moderni del genere (principalmente dopo Scream) spesso figura un personaggio che riesce a comprendere prima degli altri le meccaniche degli assassini. Questo personaggio è solito essere un geek amante del cinema. Nel film Quella casa nel bosco i personaggi rientrano nei seguenti archetipi: la prostituta, l'atleta, lo studioso, il buffone e la final girl.
In alcuni casi il serial killer è uno dei personaggi precedentemente apparsi come potenziali vittime, come nella serie di Scream o in Il ritorno di Brian. In questi casi vi sono spesso vari indizi che puntano il dito verso il colpevole più o meno velati sin dall'inizio della pellicola. Di solito la final girl si ritrova a dover scegliere tra due sopravvissuti, l'assassino e l'innocente, che si accusano a vicenda (come quando Stu e Randy cercano di convincere Sidney a far entrare uno di loro).
Di norma il killer degli slasher è un uomo deforme (Victor Crowley) o sfregiato (Freddy Krueger, il Jester di Jolly Killer) che spesso copre la sua deformità con una maschera (come Jason Voorhees, Brandon James o Leatherface), ma possono anche non aver alcun caratteristica fisica particolare (il Drillkiller di The Slumber Party Massacre o Brian de Il ritorno di Brian). In alcuni casi il killer può anche essere non umano, come nel caso di Chucky nonostante in passato fosse comunque un uomo. Alcuni di loro possono anche avere poteri sovrannaturali come Freddy o lo stesso Jason (immortale).
Pur essendo principalmente uomini, come già detto, ci sono stati alcuni casi in cui il ruolo dello spietato assassino era rivestito da una donna come nel caso di Angela Baker (pur essendo transgender) della serie di Sleepaway Camp o di Sadie e McKayla nello slasher metacinematografico del 2017 di Tyler MacIntyre Tragedy Girls.

### Tempi e luoghi

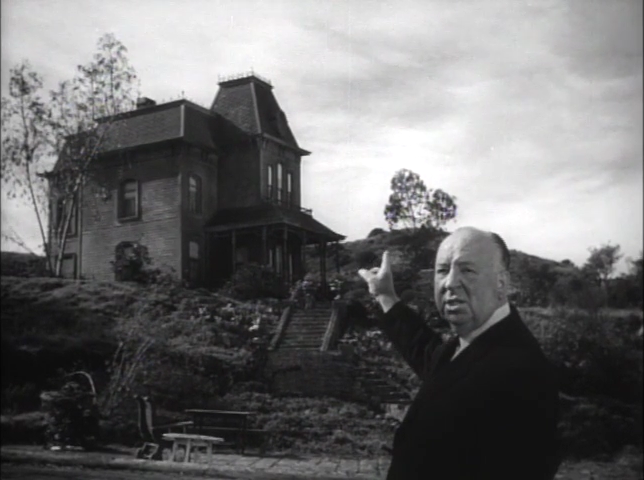
Una scena tratta dal trailer di Psyco di Alfred Hitchcock, considerato uno dei primi film slasher della storia

I luoghi in cui si svolgono gli omicidi sono spesso delimitati e più o meno piccoli. Spesso si tratta di una baita o un campeggio (come in Venerdì 13 e Sleepaway Camp), un ospedale (Il signore della morte, Nightmare 3 - I guerrieri del sogno), una scuola (La scuola degli orrori, Jolly Killer) o un'intera cittadina (come in Nightmare anche se in questa pellicola più che l'intera città gli omicidi si svolgono ad Elm Street, ergo una via). Il tempo degli omicidi è breve: molti terminano nel giro di una sola notte, ma esistono diverse eccezioni (la serie di Nightmare per esempio). In generale, però, gli omicidi si svolgono a breve distanza l'uno dall'altro. Gli omicidi si svolgono di solito di notte, anche se i primi omicidi potrebbero svolgersi prima del calare della notte.

### Nudità e sesso
I film slasher sono famosi anche per le numerose scene di nudo al loro interno. Alcuni di essi finiscono anche per ricadere nel genere dell'horror erotico. Nonostante ciò il sesso è quasi sempre punito e di solito solo la vergine, final girl, si salva.
Anche le saghe principali non sono escluse: già da Halloween del 1978 abbiamo la prima scena di sesso (e di nudo) dei film slasher.
Nonostante ciò esistono film senza scene del genere come il primo Nightmare (la prima vera scena di nudo della serie ci sarà solo nel terzo capitolo dove Joey sognerà un'infermiera, Marcie, chiudersi con lui in privato e spogliarsi prima di trasformarsi in Freddy).

## Serie televisive
La prima serie televisiva slasher potrebbe essere considerata Freddy's Nightmares, una serie horror antologica con Freddy interpretato nuovamente da Robert Englund. Uno degli episodi fu diretto anche dal regista Tobe Hooper e in quest'occasione comparì anche la sua creazione Leatherface.
Nel 2015 sempre dalla mente di Wes Craven nasce la serie Scream, un reboot della serie con protagonisti Willa Fitzgerald, Bex Taylor-Klaus, Carlson Young e John Karna oltre che una nuova interpretazione dell'assassino Ghostface dotato di una nuova maschera ispirata a quella originale. Il pilot della prima stagione venne diretto dal creatore originale della serie Wes Craven. L'anno dopo sempre su MTV esce la seconda stagione che mantiene il cast principale della precedente con alcune aggiunte. Uno speciale della serie uscì poi in corrispondenza di Halloween. Nel 2017 è annunciata la terza stagione della serie che sarà però un reboot con ambientazione e personaggi diversi e un cast più "etnico".
Il genere slasher si è imposto televisivamente specialmente negli ultimi anni prendendo quasi il posto delle produzioni cinematografiche di questo genere con diverse produzioni come Scream Queens (2015-2017) con Jamie Lee Curtis, Dead of Summer (2016) con Tony Todd e Slasher (2016-in corso), prima serie originale dell'emittente Chiller.
Tra il 2013 e il 2017 è stata mandata in onda anche una serie ispirata a Psyco, Bates Motel con Freddie Highmore, Vera Farmiga e Rihanna (nella quinta stagione) rispettivamente nei ruoli di Norman e Norma Bates e Marion Crane. La serie presenta l'evoluzione psicologica del protagonista che pian piano diverrà lo psicopatico assassino famoso per film di Alfred Hitchcock, pur essendo la serie un reboot ambientato nel presente separandosi dall'idea originaria di prequel. Questo è il secondo tentativo di portare la storia nel piccolo schermo dopo quello fallito del 1987 di cui è uscito solo un episodio pilota sotto forma di film televisivo dal titolo Il motel della paura con Norman interpretato da Kurt Paul, già controfigura di Anthony Perkins in Psycho II e Psycho III, dopo che quest'ultimo rifiutò di riprendere il ruolo.
La trilogia di film Netflix ispirata alla serie di libri La strada della paura di R. L. Stine del 2021, considerabile una sorta di serie TV, composta da Fear Street Parte 1: 1994, Fear Street Parte 2: 1978 e Fear Street Parte 3: 1666 presenta varie citazioni a classici del genere slasher come Scream e Venerdì 13, rientrando pienamente nel genere.

## Videogiochi

Uno screenshot di Clock Tower

Negli anni sono usciti numerosi giochi di genere slasher. Di solito i videogame sono prevalentemente da giocare in modalità multigiocatore online o locale e vedono un gruppo di giocatori dover fronteggiare un assassino (spesso pilotato da un altro giocatore ancora). Precedentemente esistevano però numerosi survival horror a tema slasher, spesso ispirati a pellicole del genere. Una delle saghe di videogame slasher più famose è quella di Clock Tower.
Nel 2015 esce il gioco horror/slasher per console PS4 Until Dawn ambientato in tempi e luoghi classici dello slasher. La trama si evolve in base alle decisioni e i sopravvissuti (presi dagli archetipi classici) al serial killer cambiano a seconda della partita giocata. Nel 2017 è annunciato il prequel del gioco dal titolo The Inpatient, ambientato sessanta anni prima, per PlayStation VR.
Nel 2016 viene pubblicato il videogioco slasher in multiplayer online Dead by Daylight che permette al giocatore di entrare nei panni di un sopravvissuto o di un assassino. I killer disponibili di base sono The Trapper, The Wraith, The Hillbilly e The Nurse ai quali si aggiungono tramite DLC (a pagamento e no) The Shape (Michael Myers dal franchise Halloween), The Hag, The Doctor, The Huntress, The Cannibal (Leatherface dal franchise Texas Chainsaw Massacre), The Nightmare (Freddy Krueger dal franchise Nightmare on Elm Street), The Pig (Jigsaw), The Clown, The Spirit, The Legion, The Plague, The Ghost Face (Ghostface, non proveniente dalla serie Scream, ma solo la maschera di Fun World), The Demogorgon dalla serie Netflix Stranger Things, The Oni, The Deathslinger, The Executioner (Pyramid Head di Silent Hill), The Blight, The Twins, The Trickster, The Nemesis (Nemesis di Resident Evil 3), The Cenobite (Pinhead dalla serie Hellraiser), The Artist, The Onryō (Sadako Yamamura dai libri e film Ringu), The Dredge. Tramite il DLC di Halloween è possibile giocare in modalità sopravvissuto anche con Laurie Strode ed è inoltre presente William "Bill" Overback di Left 4 Dead. Sempre tramite DLC è stato aggiunto anche il personaggio di Ash Williams de La casa, doppiato dal suo attore storico Bruce Campbell. Altri sopravvissuti aggiunti nel 2019 tramite DLC sono Nancy Wheeler, e Steve Harrington. Se si gioca come sopravvissuto si dovranno attivare dei generatori in modo da riattivare l'elettricità che permetterà l'apertura della porta. In alternative si potrà scappare trovando la botola. A dare la caccia ai giocatori c'è un assassino, sempre giocato da un vero giocatore che fa anche da host al server della partita, che con due colpi stenderà il sopravvissuto che, in caso di fuga, dovrà medicarsi per riuscire nuovamente a correre o addirittura a camminare, per poi appenderlo a un gancio dove, pian piano, perderà vita fino a morire, anche se può essere salvato da un altro compagno di partita. Ogni sopravvissuto e ogni assassino ha le proprie abilità speciali e, tramite i bloodpoint che si guadagnano giocando, sarà possibile aggiungere abilità o migliorare quelle che già si hanno.
Nel 2016 per PC e mobile esce il videogioco Slayaway Camp, un puzzle game ispirato ai classici slasher anni '80 sia per ambientazioni sia per personaggi sia per obbiettivo (uccidere tutti). La selezione dei livelli è una videoteca e si seleziona la VHS del livello che si desidera giocare. Tra i film parodiati vi sono la serie di Venerdì 13, Lo squalo e Candyman. La stessa mascotte del gioco è una versione modificata di Jason e si può trovare anche con altri costumi (tra cui quello del preside di una scuola). Esiste anche una modalità di gioco non puzzlegame che permette al giocatore di uccidere varie persone in sequenza fino a quando non si sbaglia. Questa modalità permette di sbloccare nuovi punti per sbloccare nuove modalità di omicidio o nuovi killer. Ulteriori nuovi assassini sono stati aggiunti in pacchetti DLC a tema. Dagli stessi sviluppatori esce poi Friday the 13th: Killer Puzzle nel 2018.
Nel 2017 esce il survivor horror psicologico Deceit sempre a sfondo slasher. Il gioco è in multiplayer e servono sei giocatori, due dei quali infetti che devono uccidere gli altri senza essere scoperti.
Nel 2017, nel gioco GTA V è stata aggiunta online la modalità "Slasher": i giocatori sono divisi in due gruppi: prede e assassini. Gli assassini devono uccidere le prede prima che esse trovino delle armi difendersi da loro e fuggire.
Nel 2017 esce, a seguito di una raccolta fondi, Friday the 13th: The Game per PC e console. Nel gioco si può impersonare Jason (con vari aspetti dai vari film), un sopravvissuto (basato su alcuni dei film) o anche Tommy Jarvis (un sopravvissuto morto prenderà il suo ruolo se si riuscirà a chiamarlo) nel campo Crystal Lake. Il titolo al momento è solo in multiplayer, ma è stato confermato che sarà implementata anche una modalità in giocatore singolo.
Nella serie di Mortal Kombat sono inoltre presenti in alcuni giochi i personaggi di Freddy Krueger (Mortal Kombat, 2011 e Mortal Kombat X per dispositivi mobili, 2016), Jason Voorhees e Leatherface (Mortal Kombat X, 2015).

## Musica
Il cinema Slasher ha ispirato anche numerosi brani musicali, principalmente usati nella colonna sonora degli stessi film, come He's Back (The Man Behind the Mask) di Alice Cooper.

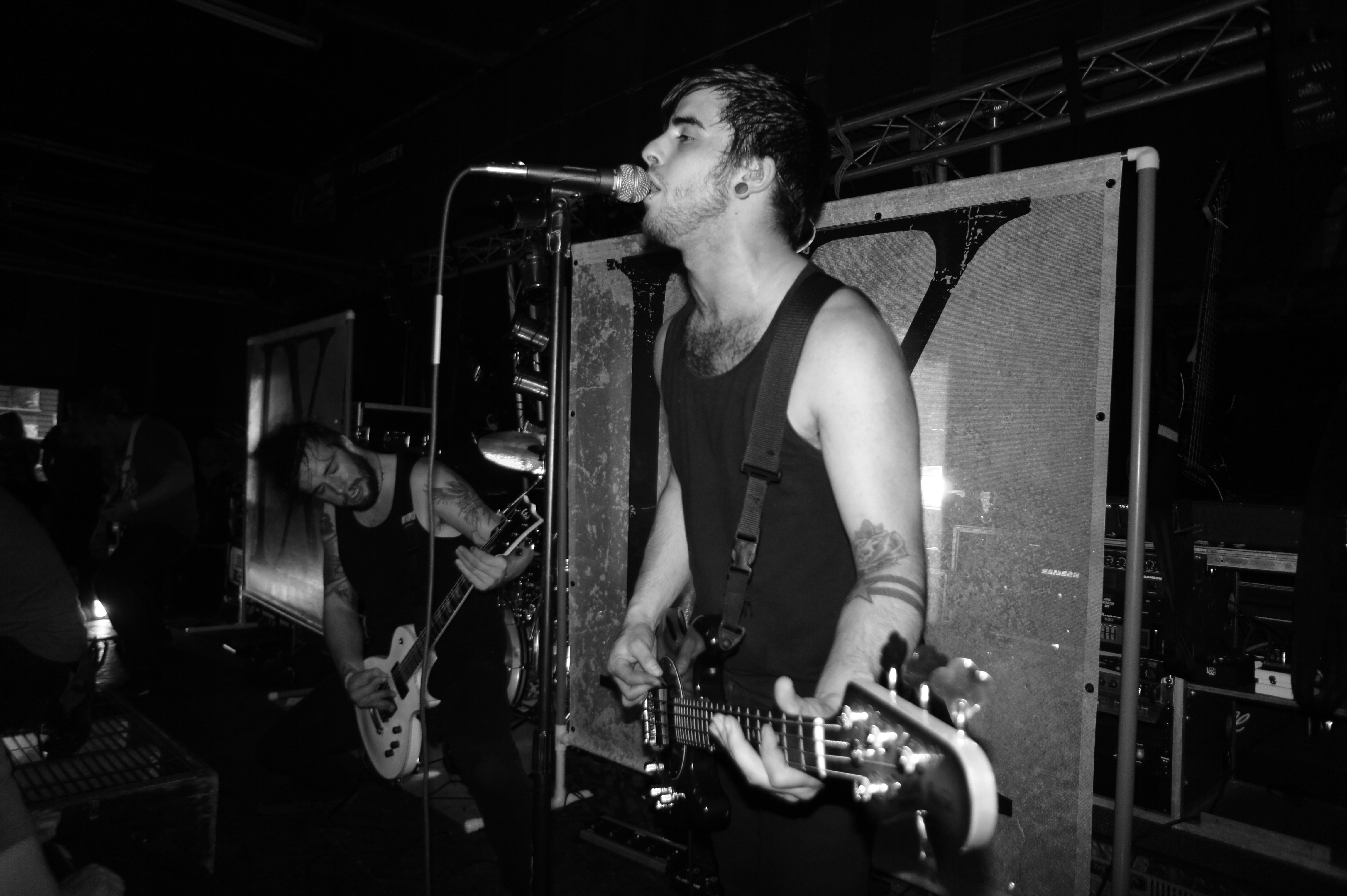
Gli Ice Nine Kills nel 2011

Nel 2018 esce l'album The Silver Scream della band metal Ice Nine Kills dove ogni brano è ispirato a un diverso film horror, prevalentemente slasher. Per l'album sono stati girati cinque video musicali, ispirati rispettivamente a A Nightmare on Elm Street (brano: The American Nightmare), Friday the 13th (brano: Thank God It's Friday), The Crow (brano: Grave Mistake), Halloween (brano: Stabbing in the Dark) e Silent Night, Deadly Night (brano: Merry Axe-Mas). Nello stesso album, il brano SAVAGES è invece ispirato alla serie di Non aprite quella porta (The Texas Chainsaw Massacre). Con The Silver Scream (FINAL CUT) del 2019, una deluxe dell'album precedente, si aggiunge il brano "conclusivo" Your Number is Up ispirato a Scream. Nel 2021 viene annunciato il secondo volume dell'album con il singolo Hip to be Scared ispirato ad American Psycho. Questo sarà parte di un nuovo album basato sui film horror, chiamato Welcome to Horrorwood, in cui sono presenti canzoni ispirate a Hostel (brano: Wurst Vacation), Candyman (brano: Farewell II Flesh), i film di Resident Evil (brano: Rainy Day), Child's Play (brano: Assault & Batteries), Cabin Fever (brano: A Rash Decision), Psycho (brano: The Shower Scene), Pet Sematary (brano: Funeral Derangements), My Bloody Valentine (brano: Take your pick), Hellraiser (brano: The Box), The Fly (brano: F.L.Y.), Evil Dead (brano: Ex-Mørtis), con almeno un'altra canzone in cantiere, ispirata a Silence of the Lambs.
Il rapper italiano Salmo omaggia la serie di Venerdì 13 nel suo brano Narcoleptic Verses Pt. I dell'album Death USB, in generale colmo di citazioni dal cinema horror, con il ritornello Rap Jason, vengo il 13 di Venerdì.
La canzone Final Girl di Graveyardguy e Slayyyter si basa sull'omonimo concetto della fina girl e sul film Scream in particolare, citando il modus operandi del killer Ghostface e Drew Barrymore, la prima vittima dell'assassino.

## Home invasion
Il genere Home Invasion è un sottogenere dello slasher anche se può discostarsi notevolmente dal genere principale. Alcuni esempi noti sono You're Next e Funny Games.
Condividono con gli slasher la presenza di un (o più) assassino armato di arma da taglio e spesso mascherato, di un gruppo di amici o parenti uccisi in maniera schematica e la presenza, spesso, di una final girl. La differenza sostanziale sta nel fatto che, mentre negli slasher classici sono le vittime a entrare nel "territorio" del killer, negli home invasion è l'assassino a recarsi dalle vittime nelle loro stesse abitazioni.

## Controversie

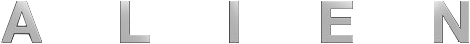
Logo di Alien

Su internet vi sono diversi dibattiti riguardo Alien considerato da alcuni un film slasher nonostante non rispetti molti capi saldi del genere: vittime adolescenti, uso di arma da taglio e scene di nudo esplicite. Inoltre, di solito, i killer sono umani mentre l'alieno del film, lo xenomorfo, non lo è.
Anche se considerata "slasher", la serie di Final Destination non ha alcun assassino umano o comunque fisico. Il killer della serie, infatti, è la Morte stessa. Nonostante ciò condivide altre caratteristiche con i film classici del genere come la presenza di una final girl e l'ordine delle morti.
Shining del 1980, seppur di norma non considerato tale ha diversi elementi che convergono con il genere slasher tanto in voga negli anni in cui venne distribuita la pellicola di Stanley Kubrick con Jack Nicholson. Molti paragonano Jack ad altre icone slasher affermando che, se pur abbia ucciso una sola persona effettivamente, il suo desiderio di uccidere con un'arma da taglio rincorrendo le sue prede in un ambiente e in un tempo circoscritto non lo rendono troppo dissimile a un Michael Myers o a un Jason Voorhees.